# 埃及宪法
《阿拉伯埃及共和国宪法》是埃及的根本大法。现行的《埃及宪法》于2014年1月通过全民公投正式通过，并于2014年1月18日公布结果后生效。随后，该宪法于2019年4月20日至22日举行了修正案公投。

## 背景
2013年7月，在前总统穆罕默德·穆尔西被罢黜后，军方宣布了制定新宪法的时间表，计划在2013年11月底左右进行公投。在修订2012年宪法的过程中，曾有两个不同的委员会参与。新宪法取代了穆尔西被赶下台前提出的宪法草案。

## 内容
2014年通过的宪法与穆尔西执政时期起草的宪法一样，均以《1971年埃及宪法》为基础。
2014年宪法对总统和议会的权力进行了规范。总统由选民选举产生，任期四年，不过可以连任两届。议会有权弹劾总统。宪法规定男女平等并保障绝对的信仰自由，但伊斯兰教仍为国教。军方保留在未来八年内任命国防部长的权力。根据宪法，政党不得以“宗教、种族、性别或地域”为基础建立。而规范2011年至2012年议会选举的埃及政党法中亦有类似条款禁止宗教性政党，尽管该条款未被严格执行。虽然宪法宣称保障绝对的言论自由，但这一自由常受到各种限制，导致发表“有损公共道德”言论的人士面临法律追责。宪法通过第226条确立了“锁定条款”，禁止对总统任期、基本自由和平等相关内容进行修宪，除非在提供更多保障的前提下进行修改。

## 反响
2014年，革命社会主义者组织与“革命道路阵线”批评该宪法，认为其赋予军方过多权力。